# POLE3
A DNS-polimeráz ε 3. alegysége a POLE3 gén által kódolt enzimalegység.
A H2A és a H2B hisztonhoz hasonló motívumot tartalmazó fehérje, mely a POLE4-gyel kölcsönhat a DNS szekvenciafüggetlen kötéséhez. E fehérjedimerek nagyobb enzimkomplexekké válnak a transzkripcióhoz, a replikációhoz és a csomagoláshoz.

## Funkció
A POLE3 a DNS-polimeráz ε részeként a DNS-replikációban és a sejtosztódásban fontos, és a SUMO szabályozza. A DNS-polimeráz ε ezenkívül a tumorszupresszióban is fontos.
A POLE3 a DNS kettősszál-töréseinek javítását mediálja, ehhez WDR70 is szükséges.
A POLE3 a CHRAC1-gyel fehérje-fehérje kölcsönhatásban elősegíti a homológiairányított javítófehérjék expressziójának szabályzásával és a KU80 aktiválásával a DNS-javítást, ezenkívül a nukleoszómák ATP-dependens előrehaladását is segíti a kromatin-újramodellezéskor és a kettősszál-törések javításakor.

## Klinikai jelentőség

### Transzkripciós eltérések
A POLE3 elősegíti az ellenőrzőpont-aktivációt, hiánya növeli a sejtek érzékenységét az ATR-, a poli(adenozin-5′-difoszfát–ribóz)-polimeráz-gátlókra és a CPT-re.

## Kölcsönhatások
A POLE3 a kölcsönhat a SMARCA5-tel és a CHRAC1-gyel. Ez utóbbi elősegíti a DNS-javítást a homológiairányított javítófehérjék expressziójának szabályzásával és a KU80 aktiválásával. A CHRAC1 D121Y mutációja a colorectalis rákban megtalálható és csökkenti a POLE3-mal való kölcsönhatást.

### Hisztonokkal
A POLE3 a POLE4-gyel együtt a vezető szálon aktív Pol ε alkomplexét alkotja, mely képes szelektíven kötni a H3–H4 hiszton di- és tetramerjeihez és chaperonként működni. A POLE3–POLE4 dimer képes közvetlenül segíteni a H3–H4 hisztontetramerek DNS-hez kötését is.

## Fordítás
Ez a szócikk részben vagy egészben  a   POLE3 című angol Wikipédia-szócikk ezen változatának fordításán alapul.  Az eredeti cikk szerkesztőit annak laptörténete sorolja fel. Ez a jelzés csupán a megfogalmazás eredetét és a szerzői jogokat jelzi, nem szolgál a cikkben szereplő információk forrásmegjelöléseként.